# Polyaulon politus
Polyaulon politus là một loài tò vò trong họ Ichneumonidae.